# Baixa
Baixa, także Baixa Pombalina (wym. [ˌbaj.ʃɐ põ.bɐ.ˈli.nɐ]) – centralna dzielnica Lizbony administracyjnie należąca do kilku freguesias, w większej części São Nicolau oraz Madalena. Położona jest pomiędzy Tagiem na południu, Chiado na zachodzie, placami Rossio i Figueira na północy oraz Alfamą i wzgórzem zamkowym na wschodzie.

## Historia
Historia Baixy wiąże się nierozerwalnie z trzęsieniem ziemi z 1755 roku. W jego następstwie zniszczeniu uległa duża część Lizbony, w tym niemal całe sięgające historią średniowiecza kupieckie śródmieście z około 120 ulicami, uliczkami i przesmykami oraz 16 placami. Odpowiedzialnym za odbudowę stolicy został Sebastião José de Carvalho e Melo, markiz de Pombal, którego imię przyjęła centralna dzielnica (samo baixo oznacza tyle co „niski”, baixa cidade to „dolne miasto”). Zgodnie z jego wytycznymi planista Manuel da Maia dzielnicę rozciągającą się pomiędzy położonym nad Tagiem dawnym placem pałacowym a placem Rossio podzielił regularnym układem dziesięciu alei (naprzemiennie szerokich i węższych) przedzielonych ośmioma ulicami przecinającymi je pod kątem prostym. Pomiędzy nimi wzniesiono innowacyjne budynki projektowane z myślą o zagrożeniach sejsmicznych. Wewnątrz murów posiadają one drewniany szkielet (tzw. „klatkę pombalińską”, gaiola pombalina). Ponadto zastosowano ściany ogniowe mające zabezpieczyć budynki przed pożarami oraz nowoczesne urządzenia sanitarno-kanalizacyjne. Wygląd samych gmachów został ujednolicony: niemal wszystkie one posiadają takie same okna, parapety, schody, niewielki metalowy balkon na pierwszym piętrze oraz wyłożone kostką wewnętrzne podwórza. Poszczególne kwartały tworzą zwartą całość, w której niekiedy nie sposób wyróżnić pojedynczych elementów.
Innowacyjne, kompleksowe podejście do odbudowy dzielnicy sprawiło, że jej klasycystyczne gmachy oraz założenie urbanistyczne powielane było czy też wywarło wpływ na inne miejsca na świecie. Jednym z pierwszych przykładów jest odbudowane miasteczko Vila Real de Santo António, które zostało zniszczone przez to samo trzęsienie ziemi z 1755 roku.
Obecnie Baixa stanowi jeden z głównych celów turystów odwiedzających Lizbonę. Do największych atrakcji należy zaliczyć należy zaliczyć chociażby łuk triumfalny Arco da Rua Augusta, windę św. Justyny czy kościół św. Dominika. Znaczna część historycznych budynków dzielnicy na parterach posiada sklepy czy lokale usługowe albo gastronomiczne. Oś dzielnicy stanowi handlowy deptak Rua Augusta, nawiązujący swoją nazwą do króla Józefa I. Pozostałe aleje noszą nazwy odnoszące się do najważniejszych cechów miejskich: złotników, jubilerów, szewców i innych. Główne ulice wyłożone są tzw. „chodnikiem portugalskim” (mozaika calçada portuguesa).
Zabudowa dzielnicy podlega ochronie prawnej jako zabytek architektury. Baixa w 2017 roku została także zgłoszona przez portugalski rząd do wpisania na listę światowego dziedzictwa UNESCO po tym, jak od roku 2004 jej kandydatura została umieszczona na liście portugalskich propozycji.

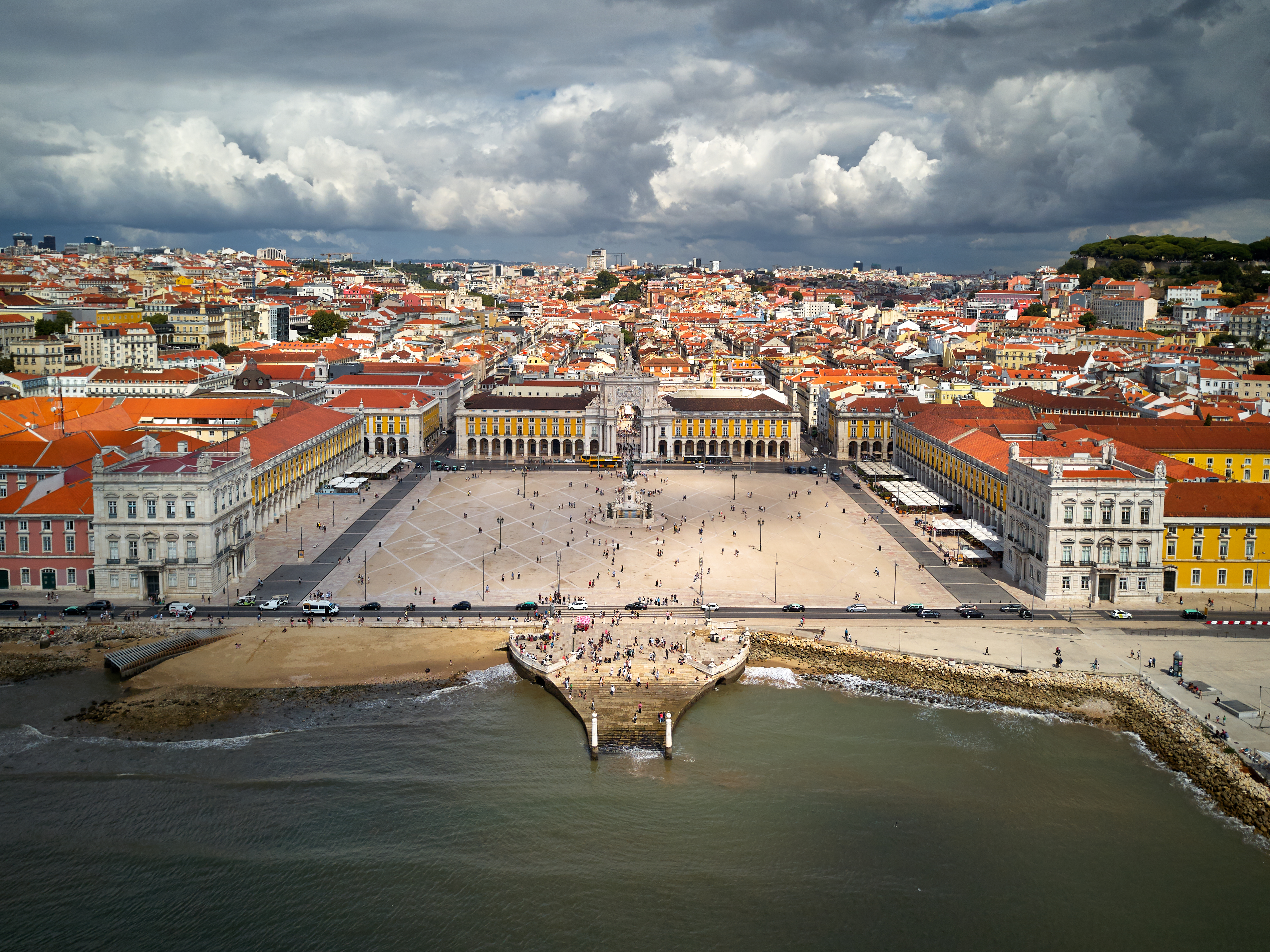
Widok znad Tagu na Praça do Comércio i w głębi dzielnicę Baixa
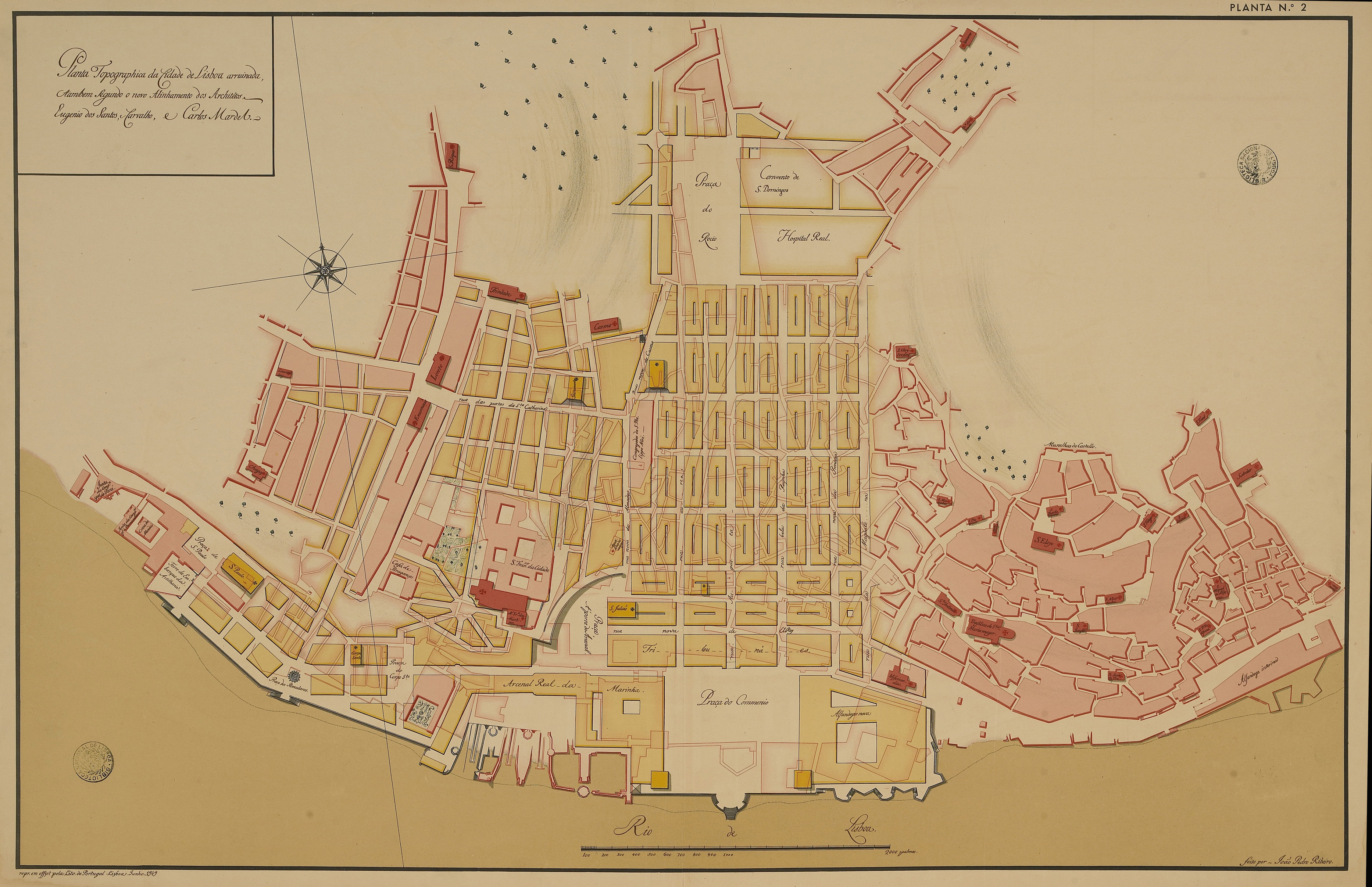
Plan dzielnicy (1756)
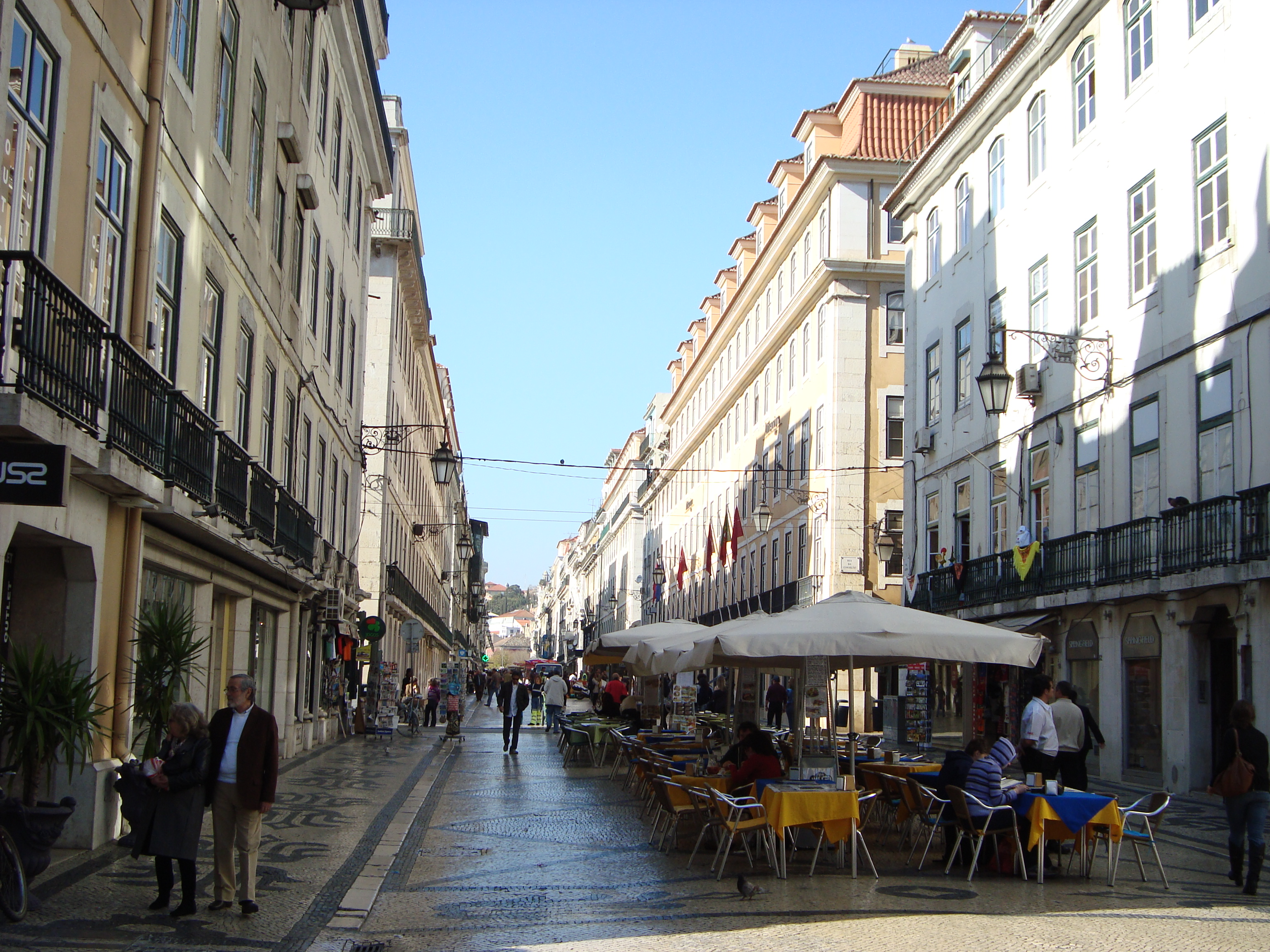
Rua Augusta